# 1948년 하계 올림픽 영국령 기아나 선수단
영국령 기아나는 1948년 7월 29일부터 8월 14일까지 영국 런던에서 열린 제14회 하계 올림픽에 참가했다.

## 메달 집계

### 종목별 참가 선수 및 메달 집계
| 종목 | 참가 선수 | 1 | 2 | 3 | 합계 |
| 역도 | 2         |   |   |   | 0    |
| 역도 | 1         |   |   |   | 0    |
| 합계 | 4         | 0 | 0 | 0 | 0    |

## 사이클
| 선수 | 세부 종목 | 예선 | 예선 | 준준결선 | 준준결선 | 준결선 | 준결선 | 결선 | 결선 |
| 선수 | 세부 종목 | 기록 | 순위 | 기록     | 순위     | 기록   | 순위   | 기록 | 순위 |

## 육상
남자
| 선수      | 세부 종목     | 1차 예선 | 1차 예선 | 준준결선  | 준준결선  | 준결선    | 준결선    | 결선      | 결선      |
| 선수      | 세부 종목     | 기록     | 순위     | 기록      | 순위      | 기록      | 순위      | 기록      | 최종 순위 |
| 찰스 톰슨 | 남자 100m     | 11조 5위 | ?        | 진출 못함 | 진출 못함 | 진출 못함 | 진출 못함 | 진출 못함 |           |
| 찰스 톰슨 | 남자 멀리뛰기 | 6m 71    | 18       | 경기 없음 | 경기 없음 | 경기 없음 | 경기 없음 | 진출 못함 | 18        |

## 역도
| 선수                                    | 세부 종목 | 추상 | 추상 | 인상 | 인상 | 용상 | 용상 | 합계 | 합계 |
| 선수                                    | 세부 종목 | 기록 | 순위 | 기록 | 순위 | 기록 | 순위 | 기록 | 순위 |
| Alphonso Correia Men's Featherweight 18 |           |      |      |      |      |      |      |      |      |
| Orlando Chaves Men's Middleweight 21    |           |      |      |      |      |      |      |      |      |